# Gerrit Johan Anne Schimmelpenninck
Gerrit Johan Anne Schimmelpenninck ('s-Gravenhage, 8 februari 1854 - Den Dolder, 13 december 1929) was een Nederlands jonkheer en politicus.
Schimmelpenninck was een christelijk-historisch Tweede Kamerlid, dat eenmaal door zijn medeleden tot spreken werd bewogen door hem als voorzitter een commissie van rapporteurs een verslag uit te laten brengen. Hij kwam in de Kamer tegen de zin van de ARP, dat tot 1909 het district Ede in handen had gehad. Hij was 41 jaar de conservatieve burgemeester van Rhenen, met functies op kerkelijk en waterstaatkundig gebied.
- Biografisch Portaal: 19761182
- Parlement.com: vg09ll7hmszc